# Tetramorium laparum
Tetramorium laparum är en myrart som beskrevs av Bolton 1977. Tetramorium laparum ingår i släktet Tetramorium och familjen myror. Inga underarter finns listade i Catalogue of Life.